# بولموسان
بولموسان (به لاتین: Bulmosan) یک کوه در کره جنوبی است که در استان گیونگ‌سانگ جنوبی واقع شده‌است. بولموسان ۸۰۱٫۷ متر بالاتر از سطح دریا واقع شده‌است.